# Raingarde de Semur
Pour les articles homonymes, voir Semur.
Raingarde de Semur, née vers 1071, morte le 24 juin 1135, est une religieuse bourguignonne, considérée bienheureuse.

## Éléments biographiques
Raingarde de Semur est la fille de Geoffroy II de Semur et de son épouse Adélaïde de Nevers ou Adélaïde de Guines selon les généalogies,  mariée vers 1084 à Hugues Maurice III de Montboissier (1068-1115), elle est la nièce d'Hugues de Semur (1024-1109).
Mère de saint Pierre le Vénérable, l’abbé de Cluny, qui fut son historien, et de cinq autres enfants religieux, dont Héracle de Montboissier, archevêque de Lyon, elle entre au Prieuré de la Sainte-Trinité de Marcigny-lès-Nonnains, près de Paray-le-Monial vers 1114, où elle est cellérière ou économe. 
Les moines clunisiens la vénéraient comme sainte, vénérable ou bienheureuse.
Pierre le Vénérable témoigne dans la vie de sa mère, qu'elle vécut près de vingt ans au monastère et plus précisément dix-huit ans, s'il est vrai comme il le dit que Robert d'Arbrissel (1047-v.1117) était mort lorsqu'elle y entra.
Née dans une famille de l'aristocratie bourguignonne et auvergnate, elle eut toute jeune un profond mépris pour tous les avantages que sa situation pouvait lui procurer. Elle passa tout le temps de sa vie civile en mortifications volontaires et dans des actions de charité.
Ayant rencontré à plusieurs reprises Robert d'Arbrissel, elle obtint du vivant de son mari la permission de rentrer au couvent une fois ses enfants élevés et lui mort. Hugues-Maurice III mourut à son retour de Terre Sainte.
Elle se retira à Marcigny et y prononça ses vœux. C'est avec la plus grande humilité, sans souci vis-à-vis de ses origines, qu'elle accomplit les tâches qui lui incombaient comme une simple servante. Etablie cellérière, elle remplit sa mission avec prévoyance, patience et charité, s'appliquant à satisfaire les besoins de chacune des sœurs en particulier.
Elle rendit son dernier soupir le 24 juin 1135, avant que son fils Pierre ne fût revenu du Concile de Pise, où il s'était rendu en mai, sous le pape Innocent II. 
Considérée comme bienheureuse par les bénédictins, elle ne se trouve pas au Martyrologe romain.

## Famille
Mariée avant 1090 avec Hugues-Maurice III de Montboissier,  ils eurent huit enfants dont :
- Othon de Montboissier  (°1090/91 - †. ?), mort jeune sans postérité.
- Hugues IV de Montboissier le Décousu  (°v. 1091/92-†.vers 1150), princeps et miles, n'eut que deux filles de son mariage : Poncie et Marguerite, toutes deux religieuses à Marcigny avec leur grand-mère.
- Eustache Ier de Montboissier  (°v.1092/93 -†. ?), qui a continué la descendance de Montboissier ∞ en 1165 avec Héraclée de Polygnac (°1144-).
- Pierre-Maurice de Montboissier, surnommé le Vénérable, né vers (°1093/94 - †. 25/12/1156) , consacré à Dieu par sa mère à l'abbaye Saint-Pierre-Saint-Paul de Sauxillanges. Il reçut l'habit religieux vers l'âge de 17 ans, des mains de Saint-Hugues abbé de Cluny, fut prieur de l'abbaye de Vézelay et de l'abbaye de Domme et fut élu abbé et général de l'abbaye de Cluny, le 22 août 1122.
- Héracle de Montboissier  (°v. 1102 - † v. 1163), reçu chanoine de Lyon en 1139 et nommé archevêque de Lyon en 1153.
- Ponce de Montboissier  (°v. 1103 - †. 14 octobre 1161), moine de l' Abbaye Saint-Michel-de-la-Cluse, abbé de l'abbaye de Vézelay en 1138-1161. Il dut surmonter l'opposition des moines, des évêques d'Autun, Humbert de Baugé[3], et Henri de Bourgogne (frère du duc Eudes), et enfin contenir l'hostilité des comte de Nevers, Guillaume II de Nevers, et Guillaume III qui soutiennent les habitants de la ville contre l'abbaye. Il ordonna à Hugues de Poitiers de rédiger l'Histoire de Vézelay[4]. Ce fut de son temps, le 31 mars 1146, que se tint à Vézelay cette assemblée où l'on résolut d'organiser une nouvelle croisade[5].
- Jourdain de Montboissier  (°v.1104-†. ?), moine, puis grand-prieur et abbé en 1146 de l'Abbaye de la Chaise-Dieu
- Armand Maurice de Montboissier  (°v.1105 -†. ?), prieur de l'Abbaye de Cluny et de l'Abbaye Saint-Sébastien de Manglieu en Auvergne